# Louise Bodin

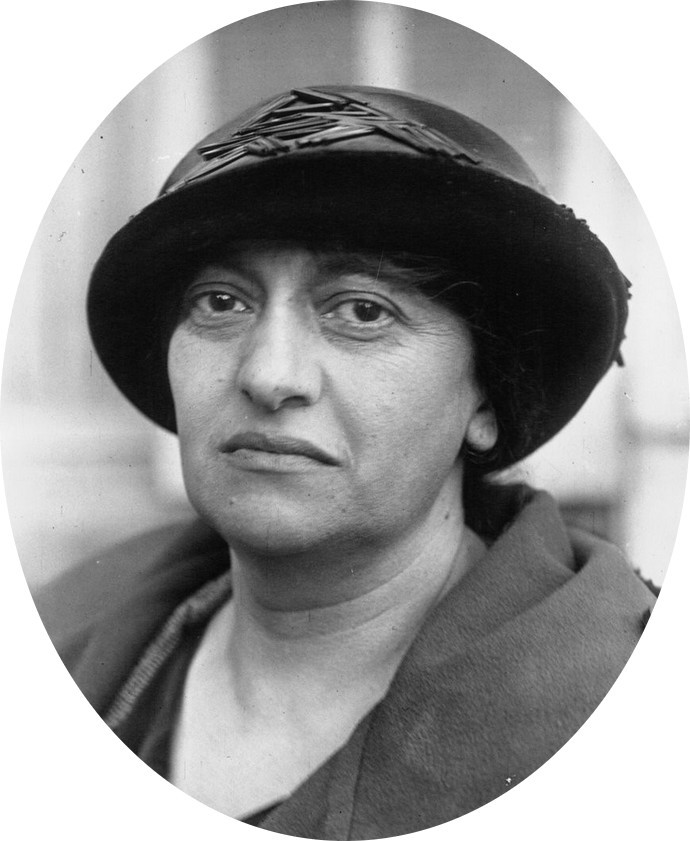
Louise Bodin

Louise Bodin, geboren als Louise Charlotte Berthaut; (* 23. Mai 1877 in Paris; † 3. Februar 1929 in Rennes) war eine französische Journalistin mit feministischer, pazifistischer und sozialistischer Ausrichtung während der Dritten Republik.

## Leben

### Frühe Jahre
Louise Bodin wurde 1877 geboren und von ihrem Vater, einem Sympathisanten der Pariser Kommune, erzogen. Sie bereitete sich auf die Aufnahmeprüfung für die École normale supérieure de jeunes filles in Sèvres vor. Sie scheiterte und schrieb sich an der Sorbonne für Literatur ein. 1897 heiratete sie in Paris Eugène Bodin, einen wohlhabenden Dermatologen und Professor an der École de Médecine in Rennes. Sie wurde von ihren Gegnern daher auch als „la bolchevique aux bijoux“ (die Bolschewistin mit Schmuck) bezeichnet. Das Paar ließ sich in der Stadt nieder. Es hatte drei Kinder.
Im März 1913 gründeten mehrere Frauen und einige Männer eine lokale Gruppe der Union française pour le suffrage des femmes (Französische Union für das Frauenwahlrecht), deren Präsidentin Bodin bald für Ille-et-Vilaine wurde. 1914 veröffentlichte sie ihren ersten Roman Les Petites Provinciales, der allerdings zunächst auf Ablehnung stieß.

### Sozialismus und Feminismus

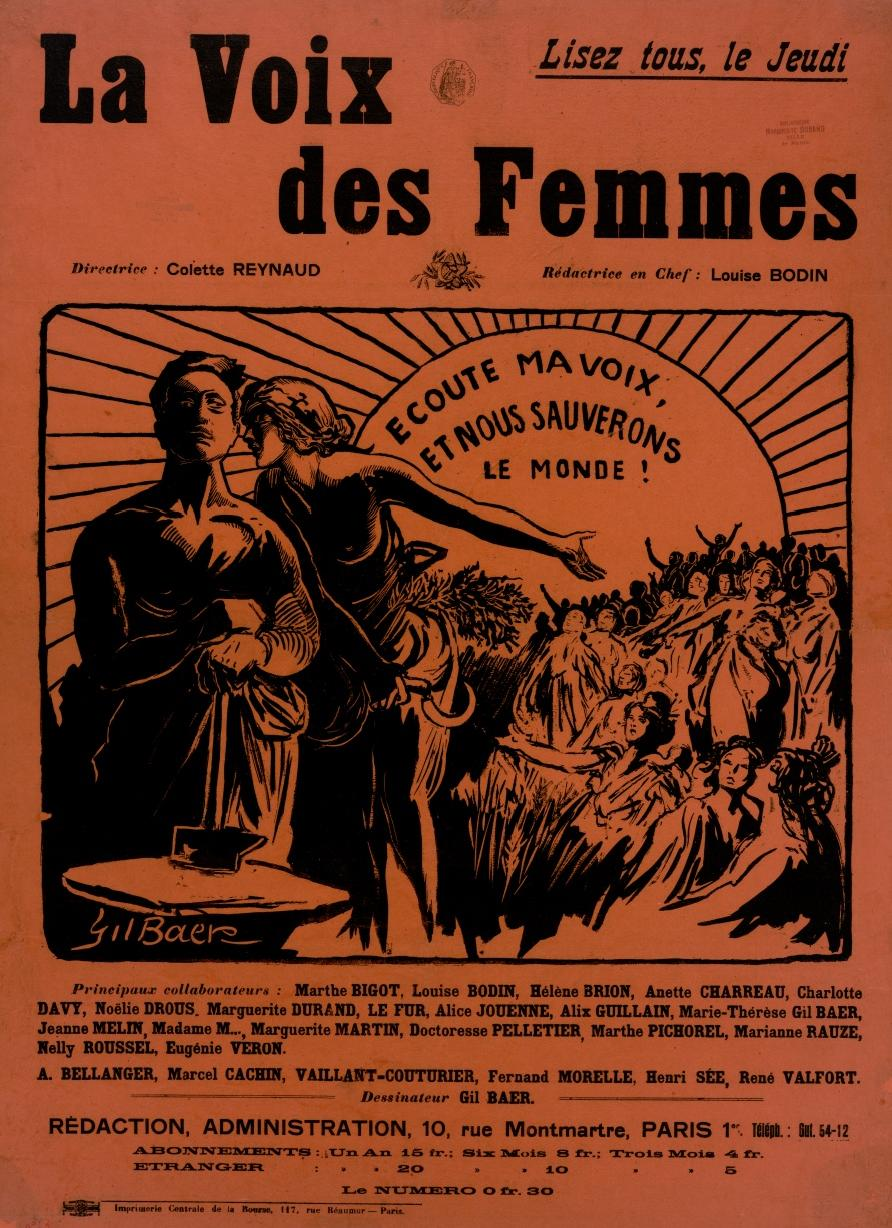
La Voix des Femmes

Während des Ersten Weltkriegs schloss sie sich Marcelle Capy, Marthe Bigot und Jeanne Halbwachs im Comité international des femmes pour la paix permanente (Internationales Frauenkomitee für ständigen Frieden) an.
1917 gründete sie zusammen mit Colette Reynaud die Zeitschrift La Voix des femmes, zu deren wichtigsten Mitwirkenden Nelly Roussel und Hélène Brion gehörten. Die Zeitschrift erschien wöchentlich und vertrat sozialistische feministische Standpunkte. Zu den Autoren gehörten Männer wie Boris Souvarine und Georges Pioch sowie Frauen wie Colette Reynaud. Bodin organisierte eine Reihe von Konferenzen. Sie schrieb für Zeitschriften wie La Vie Ouvrière, L’Humanité, Le Populaire und andere.
Gemeinsam mit der Journalistin Marguerite Durand unterstützte sie die pazifistische und feministische Lehrerin Hélène Brion bei ihrem Prozess im März 1918. Hélène Brion wurde damals wegen defätistischer Äußerungen vor Gericht gestellt.
Bodin war eine starke Befürworterin der Rolle der Frau als Mutter, obwohl sie mit den Zielen der Mutterschaftsbewegung nicht einverstanden war. Als Madeleine Vernet 1917 die Monatszeitschrift La mère éducatrice gründete, gratulierte Bodin ihr und schrieb: „Am Anfang des Lebens stehen Mutter und Kind, und in einer Gesellschaft, die nicht von Egoismus, Laster und Verbrechen geprägt ist, sollte alles zur Verehrung von Mutter und Kind beitragen.“ Im Jahr 1919 jedoch machte sie sich über die Union française pour la suffrage des femmes und ihre wohlhabende Vorsitzende Cécile Brunschvicg lustig, die sagte, „dass es einfach sei, ein Kind zu bekommen, und dass Feministinnen Frauen aus der Arbeiterklasse davon überzeugen sollten, mehr Kinder zu bekommen“.
Im Jahr 1919 schrieb sie gegen das Recht von Nonnen, Mädchen zu unterrichten, da sie sich dafür entschieden hatten, sich aus dem modernen Leben mit seinen Bedürfnissen und Kämpfen zurückzuziehen. Sie setzte sich gegen das Anti-Abtreibungsgesetz von 1920 ein. Im Jahr 1920 verbot die französische Regierung Materialien, die Informationen über Abtreibung oder Empfängnisverhütung enthielten, und machte den Verkauf von Materialien oder Instrumenten, die für Abtreibungen verwendet werden könnten, illegal. Louise Bodin kommentierte dies in der L’Humanité vom 9. August 1920 mit den Worten: „Das soziale Gefängnis der Frau wurde mit einem weiteren Gitter versehen; so ist die Gerechtigkeit der Männer.“
Während sie sich für das Schicksal der inhaftierten Meuterer am Schwarzen Meer interessierte, lernte sie den jungen Charles Tillon kennen, dessen politisches Engagement sie beeinflusste.

### Kommunismus

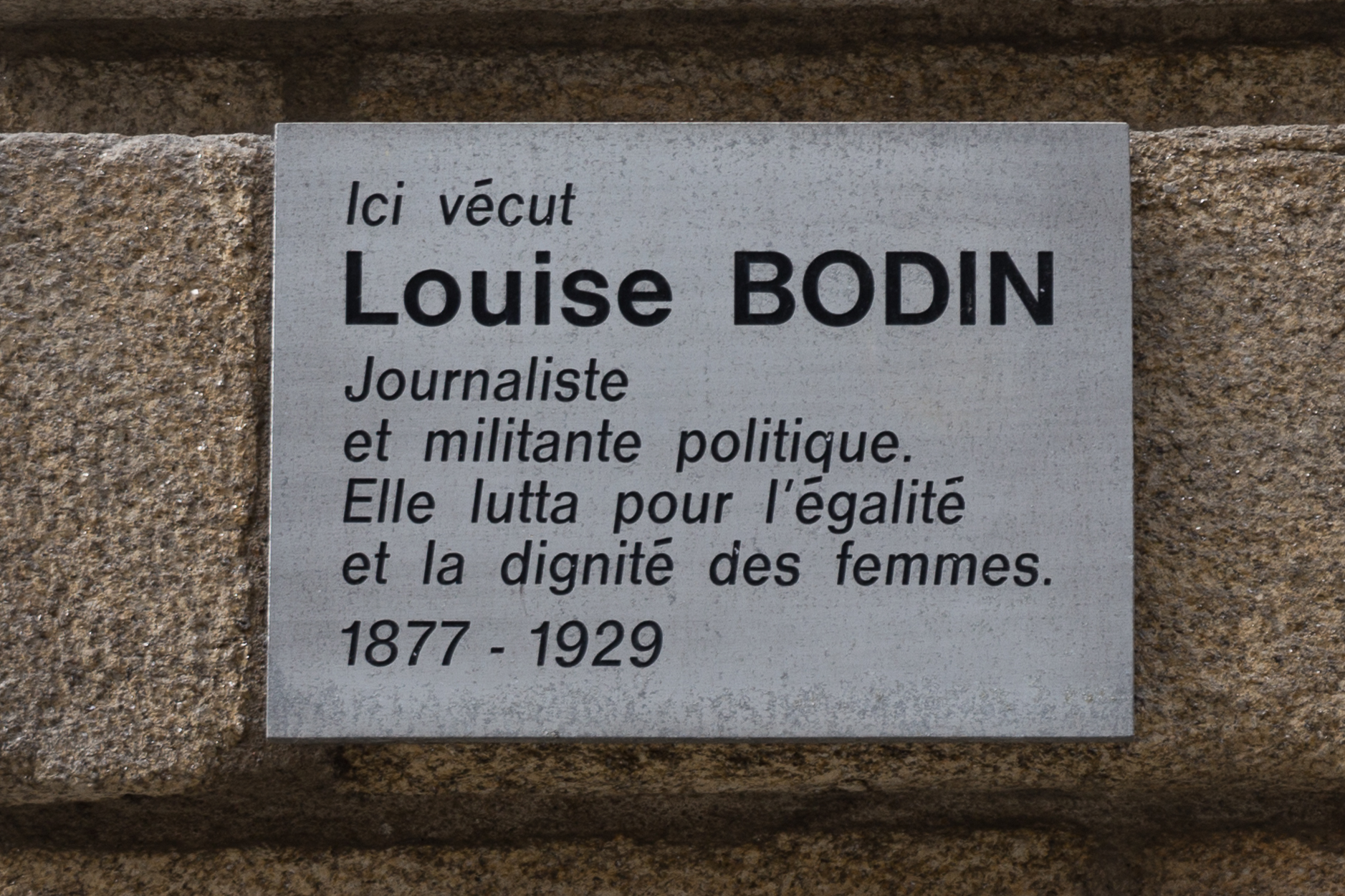
Rennes, Rue Lafayette

Im Herbst 1920 schloss sich Bodin der Dritten Internationale an. Sie ordnete den Feminismus der proletarischen Revolution unter. Als Chefredakteurin schrieb Louise Bodin am 13. Januar 1921 auf der Titelseite von La Voix des femmes, dass der Kongress von Tours nach der ersten russischen Revolution den Weg nach vorne aufgezeigt habe. Nach tiefgreifenden Meinungsverschiedenheiten mit Madeleine Pelletier, die kurz zuvor Redakteurin geworden war, trat Bodin von La Voix des femmes zurück. Sie gründete Le Journal des femmes communistes.
Bodin war bis 1923 Redakteurin der in Rennes erscheinenden La Voix communiste, die dann mit der in Brest erscheinenden Germinal zu La Bretagne communiste fusionierte. 1922 wurde L'Ouvrière gegründet. Es handelte sich um eine neue kommunistische Wochenzeitung, die in Zusammenarbeit mit La Voix communiste herausgegeben wurde. Bodin war eine der Herausgeberinnen. In einem Artikel über Prostitution und Prostituierte, der am 15. April 1925 in L'Ouvrière veröffentlicht wurde, prangerte Bodin die Heuchelei an, Männern und Frauen unterschiedlichen Zugang zu Sexualerziehung zu gewähren. Sarkastisch bemerkte sie: „Männer tun so, als würden sie Frauen über die Akte der sexuellen Liebe im Unklaren lassen, für deren Erfüllung sie jedoch die Zusammenarbeit, Zustimmung oder Unterwerfung der Frauen benötigen ... Die Frau muss nicht wissen, was mit ihr gemacht wird. Das geht sie nichts an.“ Sie behielt die Redaktion von Le Prolétaire de l'Ouest, das La Bretagne communiste ersetzte.
Bodin war Sekretärin der Kommunistischen Föderation von Ille-et-Vilaine und wurde im Dezember 1921 auf dem Kongress in Marseille in den Lenkungsausschuss der Kommunistischen Partei gewählt. Abgesehen von Bodin und Marthe Bigot bestand der Ausschuss hauptsächlich aus Männern. Von 1921 bis 1924 leitete Bodin den Verband von Ille-et-Vilaine, bis sie aufgrund ihres schlechten Gesundheitszustands von Marcel Sevestre abgelöst wurde. Als Anhängerin der linken Opposition und Gegnerin des Ausschlusses von Leo Trotzki brach sie im November 1927 mit der Kommunistischen Partei Frankreichs. Sie starb am 3. Februar 1929 nach einem Jahr der Agonie.

## Werke
- Les Petites Provinciales, 1914
- Nr. 2 der Serie Les Cahiers bretons, intitulé En Bretagne. Des livres. Des voyages. Des impressions. Des opinions., 1918
- Au pays des Repopulateurs, 1922